# Luehea splendens
Luehea splendens är en malvaväxtart som beskrevs av Henry Hurd Rusby. Luehea splendens ingår i släktet Luehea och familjen malvaväxter. Inga underarter finns listade i Catalogue of Life.